# Schiedam-West
Schiedam-West is een stadswijk ten westen van het centrum van de Nederlandse stad Schiedam. De wijk wordt begrensd door de Vlaardingerdijk en de begraafplaats Beukenhof in het noorden, de Poldervaart in het westen, de Westfrankelandsedijk in het zuiden en de Willem de Zwijgerlaan, de Schoolstraat en de Nieuwe Haven in het oosten.
Centraal door de wijk loopt de Burgemeester Knappertlaan (bekend als BK-laan). De buurten ten noorden van de BK-laan zijn dichtbebouwd en hebben weinig groen, de buurten ten zuiden van de BK-laan zijn ruim van opzet. Hier zijn naast gesloten huizenblokken ook vrijstaande woningen te vinden. In deze buurt was tot eind 2008 het Vlietland-ziekenhuis gevestigd.
Tussen de West Frankelandsedijk en de Nieuwe Maas waren voorheen de scheepswerven Wilton-Fijenoord en de Nieuwe Waterweg gevestigd. Het Volkspark langs de Westfrankelandsedijk vormde de buffer tussen woonwijken en industrie. Tegenwoordig is hier kleinschaliger industrie gevestigd.
Stad: Schiedam    Buurtschappen: Kerkbuurt · Windas

Wijken: Bijdorp · 's-Gravelandsepolder · Groenoord · Kethel · Nieuw-Mathenesse · Nieuwland · Schiedam-Oost · Schiedam-West · Schiedam-Zuid · Spaanse Polder · Spaland · Stadscentrum · Woudhoek

Zuid-Holland: Steden en dorpen    Nederland: Provincies · Gemeenten